# Qush Tepa (huyện)
Qush Tepa là một huyện thuộc tỉnh Jowzjan, Afghanistan. Dân số thời điểm năm 1999 là -14,3 người.